# Seewinkel
De Seewinkel of "Meerhoek" is een merengebied vlak naast het Neusiedler Meer in het Oostenrijkse Burgenland, van dit bekken afgescheiden door een lage zandwal, een soort fossiel duin.
Achter "Der Damm" liggen talloze kleine meertjes, ondiep en gevuld met warm, brak tot zout water. Men noemt ze lacken. Van zulke lacken zijn er ongeveer 80 in de Seewinkel, tussen het Neusiedler Meer, de Hongaarse grens en de Parndorfer Heide, die ten noorden van Neusiedl am See ligt en uitloopt in de Haidboden Heide. In de zomers drogen deze lacken geheel uit en van de koperachtige poelen blijft dan niet veel meer over dan een stukje witte woestijn, waar niets kan groeien vanwege het hoge zoutgehalte. Aan de rand echter ontwikkelt zich dan een interessante zoutvegetatie, met allerlei planten die ook op schorren en slikken aan de zeekust van de lage landen voorkomen: zeekraal, loogkruid, ogentroost, zilte zegge, rode schijnspurrie, zeeweegbree en ronde rus.
Het Neusiedler Meer zelf is visrijk en nergens meer dan twee meter diep, en ook aan zulke wisselingen onderhevig. De waterstand kan wel acht centimeter verschillen tussen noord en zuid. Ondanks de sterke verdamping, van ongeveer zes miljoen liter water per dag, is de lucht bij het meer opgedroogd. 
De Wulka is qua debiet de grootste rivier die uitmondt in het Neusiedler Meer. In maart is de waterstand het hoogst, eind augustus het laagst.